# Albert-François de Moré de Pontgibaud
Albert-François de Moré, comte de Pontgibaud, né en 1754 et mort le 24 juillet 1824 à Trieste, est un militaire et homme d'affaires français.

## Biographie
Albert-François de Moré de Pontgibaud est le fils de César de Moré de Pontgibaud (1703-1788), mousquetaire et chevalier de Saint Louis, et de Julie d'Irumberry de Salaberry (1730-1769). Cousin germain de Charles-Marie d'Irumberry de Salaberry, il est le frère de Charles Albert de Moré de Pontgibaud et le père d'Armand de Moré de Pontgibaud.
Dès l'âge de 14 ans, il obtient une charge de mousquetaire noir (donc dans la deuxième compagnie).
Il est capitaine au régiment d'Infanterie-Blaisois, puis le 1er mai 1788 major en second du régiment de Dauphiné-Infanterie. Il devient colonel et chevalier de l'ordre royal et militaire de Saint-Louis.
Il est désigné par le duc d'Orléans pour présider à sa place la séance d'ouverture de l'assemblée des États de la noblesse d'Auvergne, le 14 mars 1789 à Riom.
Le 11 octobre 1792, il quitte l'Armée de Condé.
Il s'installe à Lausanne et se lance avec succès dans le commerce de la broderie, qu'il vend jusqu'aux foires de Leipzig ou de Francfort. Il choisit alors de se faire appeler Joseph La Brosse pour toutes ses activités commerciales.
Le 7 novembre 1798, il obtient l'autorisation de se rendre de Constance à Trieste où il établit sa maison de commerce. Dès le 12 décembre suivant, il y acquiert l'entrepôt de la Dogana Vecchia (la Vieille Douane).